# Майкл Чикліс
Майкл Чарлз Чикліс (англ. Michael Charles Chiklis МФА: [ˈtʃɪklɪs]; нар. 30 серпня 1963, Лоуелл, Массачусетс) — американський актор, режисер і телепродюсер.
Переможець премії «Еммі» (2002) і «Золотий глобус» (2003) за виконання головної ролі Віка Меккі в телесеріалі «Щит» (2002—2008). Відомий глядачам завдяки таким серіалам та фільмам як: «Американська історія жахів», «Вегас», «Незвичайна сім'я», «Фантастична четвірка» (2005) та «Фантастична четвірка: Вторгнення срібного серфера» (2007).

## Біографія
Майкл Чикліс народився у місті Лоуелл у греко-ірландській сім'ї. Його предки жили на острові Лесбос. У дитячі роки Майкл активно займався спортом і показував хороші результати у бейсболі, футболі та хокеї. У тринадцять років почав виступати у місцевому театрі і став членом Асоціації акторської справедливості (Actors Equity Association). Закінчив коледж витончених мистецтв при Бостонському університеті. Неправильне поводження з гримом призвело до знищення його волосяних фолікул і облисіння. 21 липня 1992 року Майкл одружився з Мішель Епштейн.. У них є дві доньки: Отом (1993) і Одесса (1999).

## Кар'єра
Після закінчення навчання Чикліс переїхав до Брукліна, Нью-Йорк. Незабаром отримав роль Джона Белуші у провальному біографічному фільмі «У напрузі» (1989). Згодом неодноразово з'являвся на телебаченні, зокрема у таких відомих телесеріалах як: «Поліція Маямі», «Закон Лос-Анджелеса», «Розумник», «Мерфі Браун» та «Сайнфелд». 1995 року зіграв у фільмі "Ніксон " з Ентоні Гопкінсом у головній ролі. Перший успіх прийшов до молодого актора завдяки серіалу «Комісар поліції» (1991—1996).
З 2002 по 2008 рік Майкл Чикліс виконував головну роль корумпованого поліцейського Віка Меккі у відомому кримінально-драматичному телесеріалі «Щит». Серіал отримав позитивну оцінку як глядачів, так і критиків, а Чикліс став лауреатом цілої низки нагород. 2002 року, наприклад, отримав премію «Еммі» у категорії «Найкращий актор у драматичному серіалі», а у 2003 році — «Золотий глобус» у тій же номінації.
У 2010—2011 роках грав головну роль у серіалі «Незвичайна сімейка», а у 2012—2013 роках виконував головну роль у серіалі «Вегас». Ба більше, 2014 року зіграв одну з головних ролей у четвертому сезоні серіалу «Американська історія жахів».
2014 року з'явився у двох епізодах телесеріалу «Сини анархії», зігравши невеличку роль далекобійника Міла. Серіал закінчується зіткненням його вантажівки з мотоциклом Джекса Теллера.
2015 року ввійшов до акторського складу телесеріалу «Ґотем», де зіграв роль капітана Натаніела Бенкса, який створив команду «Ударна сила», щоб очистити місто від злочинців.

## Фільмографія

### Фільми
| Рік  |    | Українська назва                                    | Оригінальна назва                          | Роль                            |
| ---- | -- | --------------------------------------------------- | ------------------------------------------ | ------------------------------- |
| 1989 | ф  | В напружені                                         | Wired                                      | Джон Белуші                     |
| 1990 | ф  | Вбивство в дощ                                      | The Rain Killer                            | Різ                             |
| 1995 | ф  | Ніксон                                              | Nixon                                      | телережисер                     |
| 1998 | ф  | Солдат                                              | Soldier                                    | Джиммі Піґ                      |
| 1999 | ф  |                                                     | Carlo's Wake                               | Марко                           |
| 2001 | мф | Віднесені привидами                                 | 千と千尋の神隠し                           | Акіо Оґіно (анлгійський дубляж) |
| 2002 | мф | Пригоди хлопчика-мізинчика та дюймовочки            | The Adventures of Tom Thumb and Thumbelina | король Вебстер (озвученя)       |
| 2005 | ф  | Фантастична четвірка                                | Fantastic Four                             | Бен Грімм / Істота              |
| 2007 | ф  | Вампірка                                            | Rise: Blood Hunter                         | Клайд Роулінс                   |
| 2007 | ф  | Фантастична Четвірка 2: Вторгнення Срібного серфера | Fantastic Four: Rise of the Silver Surfer  | Бен Грімм / Істота              |
| 2008 | ф  | Орлиний зір                                         | Eagle Eye                                  | міністр охорони Коллістер       |
| 2010 | ф  | Круті кекси                                         | High School                                | доктор Леслі Гордон             |
| 2013 | ф  | Паркер                                              | Parker                                     | Меландер                        |
| 2013 | ф  | Пішак                                               | Pawn                                       | Дерік                           |
| 2014 | ф  | Гра на висоті                                       | When the Game Stands Tall                  | Террі Ейдсон                    |
| 2016 | ф  | Трансформація                                       | Rupture                                    | Болдмен                         |
| 2016 | ф  | Усе заново                                          | The Do-Over                                | Кармін                          |
| 2018 | ф  | 1985                                                | 1985                                       | Дейл Лестер                     |
| 2019 | ф  | 10 хвилин потому                                    | 10 Minutes Gone                            | Френк                           |
| 2020 | ф  | Х'юбі Хеллоуїн                                      | Hubie Halloween                            | отець Дейв                      |
| 2021 | ф  | Не дивися вгору                                     | Don’t Look Up                              | Ден Пакетті                     |

### Телебачення
| Рік       |    | Українська назва                        | Оригінальна назва                 | Роль                              |
| --------- | -- | --------------------------------------- | --------------------------------- | --------------------------------- |
| 1989      | с  | Поліція Маямі                           | Miami Vice                        | Джеффрі Уайтхед                   |
| 1989      | с  |                                         | B.L. Stryker                      | Брат Пауелл                       |
| 1989      | с  | Розумник                                | Wiseguy                           | Карло Сполетта                    |
| 1990—1991 | с  | Закон Лос-Анджелеса                     | L.A. Law                          | Джимми Хоффс                      |
| 1991      | с  | Сайнфелд                                | Seinfeld                          | Стів                              |
| 1991—1996 | с  | Комісар поліції                         | The Commish                       | Тоні Скалі                        |
| 1999      | тф | Тіло і душа                             | Body and Soul                     | О'Тул                             |
| 2002—2008 | с  | Щит                                     | The Shield                        | Вік Меккі                         |
| 2010—2011 | с  | Незвична сімейка                        | No Ordinary Family                | Джим Пауелл                       |
| 2012—2013 | с  | Вегас                                   | Vegas                             | Вінсент Савіно                    |
| 2014—2015 | с  | Американська історія жаху: Шоу виродків | American Horror Story: Freak Show | Дель Толедо                       |
| 2014      | с  | Сини анархії                            | Sons of Anarchy                   | Майло                             |
| 2015—2017 | с  | Ґотем                                   | Gotham                            | Натаніель Барнс / The executioner |
| 2015      | мс |                                         | Axe Cop                           | голос                             |
| 2016      | мс | Сімпсони                                | The Simpsons                      | квотербек (голос)                 |
| 2018—2019 | мс | Качині історії                          | DuckTales                         | Зевс (голос)                      |
| 2020      | мс |                                         | Deathstroke: Knights & Dragons    | Слейд Вілсон / Дезстроук (голос)  |
| 2021      | с  | Койот                                   | Coyote                            | Бен Клемонс                       |
| 2022      | с  |                                         | Winning Time                      | Ред Ауербах                       |